# 白髮魔女傳 (1980年電影)
《白髮魔女傳》是1980年上映的一部香港電影，由張鑫炎執導，即依據香港作家梁羽生所撰寫的武俠小說《白髮魔女傳》為基礎，再進行改編的電影作品。

## 人物角色
| 角色名稱 | 演員   | 備註       |
| -------- | ------ | ---------- |
| 練霓裳   | 鮑起靜 |            |
| 卓一航   | 方平   | 武當派弟子 |
| 鐵珊瑚   | 劉雪華 |            |
| 慕容沖   | 江漢   |            |
| 鐵飛龍   | 平凡   |            |
| 岳鳴珂   | 蔣平   |            |
| 小青     | 毛悠明 |            |
| 耿紹南   | 汪洋   |            |
| 石浩     | 劉雲峰 |            |
|          | 梁衡   |            |
|          | 侯沛文 |            |
|          | 詹聰   |            |
|          | 徐力   |            |

## 軼事
本劇男、女主角方平及鮑起靜因拍攝本劇而相戀，其後結成夫婦。兩人於黃山拍攝外景時曾與鄧小平合照，此照片為鄧小平唯一與香港演員的合照。

## 外部連結
- 香港影庫上《白髮魔女傳》的資料（繁體中文）
- 时光网上《白髮魔女傳》的資料（简体中文）
- 豆瓣电影上《白髮魔女傳》的資料 （简体中文）
- 互联网电影数据库（IMDb）上《白髮魔女傳》的资料（英文）